# Nihonogomphus schorri
Chuồn chuồn ngô Nihonogomphus schorri là một loài chuồn chuồn mới được công bố tháng 4 năm 2011, là loài thứ 19 trên thế giới và thứ 2 ở Việt Nam trong chi Nihonogomphus đã được phát hiện, nhận biết và công bố mô tả.

## Phân bố
Vào năm 2008, Đỗ Mạnh Cương đã thu được một mẫu giống đực (mẫu giống cái cũng được quan sát thấy nhưng đã bay đi mất). Tháng 5/2009, Matti Hämäläinen quay trở lại vườn quốc gia Hữu Liên và thu thập được mẫu vật đực khác.